# Obołonnia
Obołonnia (ukr. Оболоння) – wieś na Ukrainie, w obwodzie czernihowskim, w rejonie nowogrodzkim, w hromadzie Korop. W 2001 liczyła 897 mieszkańców.